# Ley de Meckel-Serres

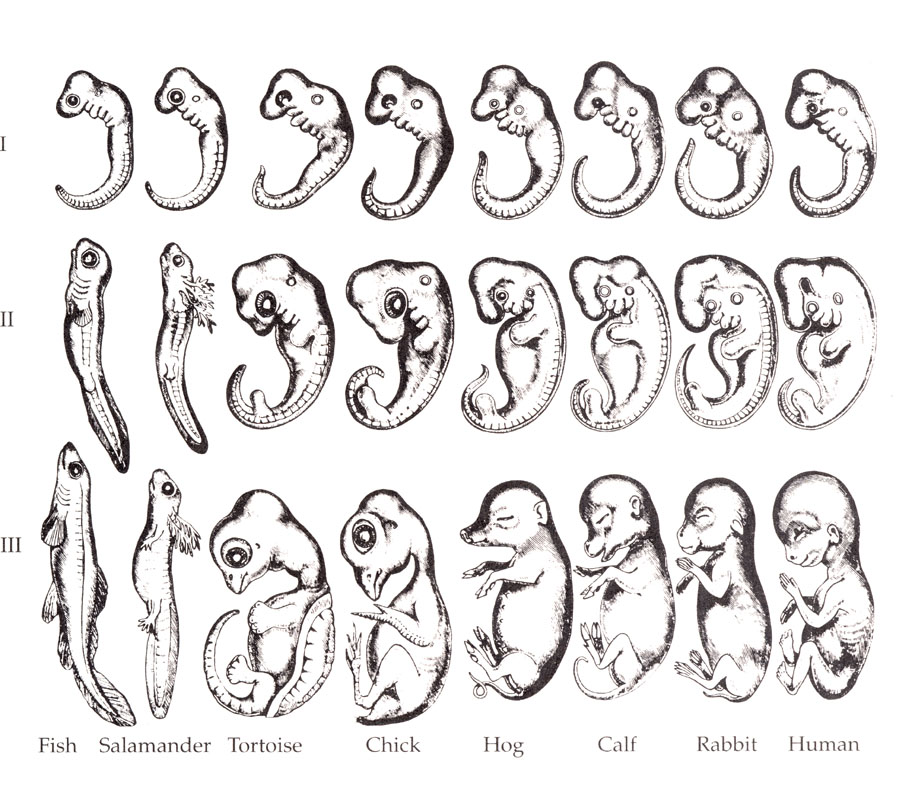
Dibujos de embriones al estilo de Ernst Haeckel.

La ley de Meckel-Serres fue la primera formulación de la Teoría de la Recapitulación. Su nombre se debe al zoólogo Edward Stuart Russell, quien en 1916 se refirió a ella de este modo en reconocimiento a dos de sus más prominentes proponentes (Johann Friedrich Meckel y Étienne Serres) y en contraste con el modelo de recapitulación de Ernst Haeckel:
- A partir de sus observaciones embriológicas, el anatomista alemán Johann Friedrich Meckel (1724–1774) defendió este modelo en su ensayo “Sketch of a Portrayal of the Parallel that Obtains Between the Embryonic Condition of Higher Animals and the Permanent Condition of Lower Animals”. (1811).
- El francés Étienne Serres (1786–1868) abogó también por la teoría de la recapitulación, a la que denominó "teoría de los frenos de desarrollo". Serres utilizó la teoría de la recapitulación como apoyo a la idea de unidad del plan de organización, de su maestro Étienne Geoffroy Saint-Hilaire. Frente a la comparación entre formas adultas, Serres abogó por la comparación entre las formas adultas de animales inferiores y el estadio embriológico correspondiente de animales de nivel organizativo superior.